# Euryxyela euryptera
Euryxyela euryptera  (лат.) — ископаемый вид пилильщиков рода Euryxyela из семейства Xyelidae. Один из древнейших представителей отряда перепончатокрылые. Обнаружен в триасовых ископаемых останках (Средняя Азия, Кыргызстан, Madygen, Dzhailoucho, карнийский ярус, около 230 млн лет).

## Описание
Длина переднего крыла 8,7 мм. 
Вид Euryxyela euryptera был впервые описан по отпечаткам в 1964 году советским и российским энтомологом Александром Павловичем Расницыным (ПИН РАН, Москва, Россия) вместе с Asioxyela antiqua (позднее перенесённого в род Leioxyela), Asioxyela smilodon, Euryxyela lata, Triassoxyela foveolata, T. grandipennis, T. kirgizica, T. striata (Xiphoxyela), Xyelinus angustiradius. Включён в состав рода Euryxyela Rasnitsyn 1964 и подсемейства Archexyelinae вместе с видом Euryxyela lata. Сестринские таксоны пилильщиков: Archexyela, Asioxyela, Dinoxyela, Euryxyela, Ferganoxyela, Leioxyela, Lithoxyela, Madygenius, Triassoxyela, Xiphoxyela, Xyelinus. Это один из древнейших видов пилильщиков и всех представителей отряда перепончатокрылые наряду с такими видами как Potrerilloxyela menendezi, Ferganoxyela sogdiana, Oryctoxyela triassica, Ferganoxyela destructa, Triassoxyela kirgizica, T. foveolata.